# Helius tanyrhinus
Helius tanyrhinus är en tvåvingeart som beskrevs av Alexander 1964. Helius tanyrhinus ingår i släktet Helius och familjen småharkrankar. Inga underarter finns listade i Catalogue of Life.